# 実況パワフルメジャーリーグ2009
『実況パワフルメジャーリーグ2009』（じっきょうパワフルメジャーリーグにせんきゅう）は、2009年4月29日にコナミデジタルエンタテインメントより発売された野球ゲームソフト。PlayStation 2とWiiそれぞれの対応ソフトとして発売。実況パワフルプロ野球のMLBシリーズの4作目。メジャーリーグシリーズとしては初めての西暦表記の作品となった。

## 内容
今作品には「選手エディットモード」と「World Baseball Classicモード」が追加されている。エディットモードが搭載されるのは国内発売のパワプロ・パワメジャシリーズでは初めてのことである（北米版では以前から存在した）。

## 主なモード
（「World Baseball Classicモード」は後述にて説明。）
対戦
CPU対戦・2人対戦・観戦モードがある。メジャーリーグチーム・アレンジチームでチームを選び、球場、試合設定等を自由に選び試合を行う。
サクセス
後述にて説明。
選手エディット
特定の条件を満たすことで、一部選手の装備品やフォーム、能力や特殊能力まで自由に変更できる（後述にて説明）。
シーズン
今作から、本土版と同じく最長20年プレイ可能になった。
メジャーライフ
以下は前作（実況パワフルメジャーリーグ3）からの変更点。
- キャラメイク時に「アピールポイント」ではなく、ポイントを割り振って能力（ピッチャーの場合は変化球も）を決定する。代わりにゲームスタート時点では特殊能力をつけられなくなった。
- 捕手視点が追加。球種を指示し（首を振られる場合もある）、巧く捕球してピッチャーをリードする。
- ランク（格）が廃止された。
- フリー時に実行できる趣味が減った代わりに、趣味に関するストーリーが展開されるようになった。
- 彼女候補のうち3人が前作からの続投で、3人が入れ替わりになった。
- 現在地の違う選手とは交友できなくなったが、同じ都市である必要はなく「東地区」「中地区」「西地区」となっている。

リモパワ（Wii版のみ）
パワプロWii(14)参照。

## エディットモード
今作初めて搭載されたモード。データあれこれのエディットはショップで買うことで利用できるようになる。一方WBC版のエディットは初期から可能。

データあれこれの編集はWBCと選手カード除く全てのモード(対戦をはじめ、メジャーライフやシーズン等)に反映される。その選手のカードを手に入れていない場合ルックスと特殊能力の変更は不可。またその選手カードを所持しても、年齢等物理的な面は編集不可。なお編集した選手は名前のプレートの枠が紫の枠になり右下にEの文字が入る（Eはエディットの略）。

なお編集前に選手をアレンジチームに組み込んでいた場合、組み込んだ当時の選手能力が保存される。すなわち、エディット後に組み込んで、後に初期状態に戻しても、アレンジチームの選手自体はエディット後の能力となっている。同様にメジャーライフモード等でも開始直後の選手データを参考にしているため、初期状態に戻しても進行データには影響がでない。

メジャーライフやシーズンモードでは、紫の枠やEの文字はなくなる。(よって名前プレート上では普通と同一だが、実際には能力や特殊能力等も反映されている。)

WBCモードでのエディットは、選手カードの有無を問わず全選手ルックス&特殊能力含む全部分の編集(年齢等は不可)が可能。これはメジャー選手等でカードがある選手でも、選手カードの所持なしで可能。ただし反映はWBCモードのみと部分的な制約が付く。

## サクセス
本作の舞台は前作と同じのマイナーリーグ（AAA）編。今回は5種類のパターンがある。
ゲーム期間は2月から9月末と短いが、代わりに1ターンに最低2回、最高5回行動可能となっている。
今作の主人公は各編設定が違うが、メジャーを目指す日本人選手という設定。

### ゴールデンアップルズ
「パワメジャ3」にも登場したチーム。最初に出来る。監督の評価が高ければレギュラー入り。スカウトの評価が高ければメジャー入りが出来る。普通のサクセス。体力回復が有料、買い物に行動回数消費と、前作から受け継いだシステムが多く、またレギュラー取りに実力試験が必須。

### ギガンテス
「パワメジャ3」にも登場したチーム。他のパターンとは違い、キャプテンのモーガンによる占いによって選手能力が左右される。体力回復と買い物のシステムは従来のサクセスに準じたものだが、練習システムが前作から引き継いだカード形式。監督評価が存在せず定期イベントでレギュラーになる。

### グァヴァストロベリーズ
「パワメジャ3」にも登場したチーム。全く試合操作を行わず、自分はもちろん仲間の評価も練習などで高め、メジャー入りを促すという異色の形式となっている。遊びに誘うなどして仲間のやる気を引き出すと評価を上げやすくなる。一定評価に達した選手が3人以上いなければクリア出来ない（必ずしもプレイヤー自身が水準に達する必要はない）。
クリア水準に達した人数に応じてクリア後にボーナス（お金）を受け取れる。

### モンモンモンキーズ
「パワメジャ3」にも登場したチーム。試合に負けるとゲームオーバーになる。試合に勝ち進めるごとに能力がアップし、試合に勝った時点でメジャー入りかそのまま残留かを選択できる。試合は勝つごとに難易度が上がる。

### ギャラクシーシャークス
「パワメジャ3」にも登場したチーム。最初からレギュラーとして試合に出られるが、活躍できないと監督評価が下がり、一定値より下がるとクビになる（ゲームオーバーになる）。難易度が高い。レギュラー取り以外の部分はおおむねゴールデンアップルズに準じたシステムであるが、定期給が存在せずアルバイトでお金を得る必要がある。

### 登場人物

#### 共通
主人公（パワメジャくん）
お馴染みの主人公。今回はパターンによって設定が違う。
矢部 明雄
パワプロシリーズお馴染みの相棒。
初代パワメジャでは頑張パワフルズ（プレジデントカップの対戦相手）の選手として登場するが、今作は主人公（ギガンテス、モンキーズ、シャークス）の相棒を務める。「～でやんす」のしゃべり方が特徴。センターフィールダー。
ブアイソン
パワメジャシリーズお馴染みの店員。
ルディ
パワメジャ2から登場しているスカウト。グァヴァストロベリーズとモンモンモンキーズ以外で登場し、この人の評価が低いとメジャーに上がれない。

#### ゴールデンアップルズ
ヤーベン・ディヤンス
パワメジャシリーズお馴染みの相棒。「～でヤンス」のしゃべり方が特徴。センター、セカンド。
今作はゴールデンアップルズのみに在籍した。ゴールデンアップルズ以外のチームを選んだ場合、主人公の相棒ではなく対戦相手として登場する。
テリー・クーパー
主人公の先輩。元メジャーリーガーでチャンスに強いパワーヒッター。ファースト。
エンブリー・ジョーイ
主人公より一週間早く入った新人。投手以外の内野守備は出来ると豪語する。本職はショート。
マイク・コーン
本作から登場したゴールデンアップルズの監督。実家がコーン畑で「○○だコーン」が口癖。名前の由来は「マイク・ポップコーン」。
ジョブ
ゴールデンアップルズのGMで本職はスポーツ通のタクシー運転手。メジャーに上がれないと1年で解雇する。

#### ギガンテス
ラゲット・モーガン
「パワメジャ3」に登場したピッチャー。キャプテンでエースで4番。豪球豪打が持ち味。特徴的なしゃべり方をし、的中率の高い占いをする（ギガンテスはこれが大きくゲーム進行に影響する）。
ジョナサン・ダイアモンド
「パワメジャ3」に登場したピッチャー。能力は高いが他人を認めようとしないため不和を生むことも。
ティム
初登場のショート。守備能力がかなり高い巧打者。絵描きが趣味らしい。
バークレイ
初登場のギガンテスの監督。モーガンの占いに相当依存しており、監督らしいことはあまりしていない。

#### グァヴァストロベリーズ
アルヴィン・ロックハート
「パワメジャ2」に登場したピッチャー。ミラージュナックルというオリジナル変化球を持つ。野手の能力も高めに設定されている。特定のイベントを消化しないと遊びに誘っても応じてくれない（一人で遊ぶことになる）。
藤原九郎
初登場のピッチャー。ストロベリーズでの主人公の相棒であり、日本の文化（特にアニメ）に興味を持っている。平安貴族のような顔立ち。発生するイベントの殆どが矢部及びヤーベンと共通している。
ジム・スロウ
「パワメジャ3」に登場したピッチャー。間の抜けたような顔をしていて話し方ものんびりしているが、足はとてつもなく速い。
何故かパワメジャ3とファーストネームが違う（投手データ欄で確認可能）。
マット・ベル
「パワメジャ3」に登場したピッチャー。ナルシストだが、投手能力はかなり高い。
何故かパワメジャ3とファーストネームが違う（投手データ欄で確認可能）。
シャーリー
グァヴァストロベリーズの監督兼GM。メジャーリーガーを出さないと呪われると言って主人公に協力させてくる。
反抗的な態度を取るとすぐに月給を下げるが、目の前で練習をすると月給を上げる。
ウィル
グァヴァストロベリーズのコーチ。オリジナルの変わった練習（ミニゲーム）を課す。

#### モンモンモンキーズ
スコット・ピテクス
「パワメジャ3」に登場したピッチャー。能力は全体的にやや高めの設定。ほとんど猿のような声しか発しない。
ロッキー・ウォール
「パワメジャ3」に登場したピッチャー。守備能力が無駄に高い。髭が非常に濃い。
ゼロ・ギブソン
「パワメジャ2」に登場したピッチャー。クローザーとしての能力を持つほか、野手能力も高い。
マタ・イケイケナ
「パワメジャ」に登場したキャッチャー。口癖は「～ッチ」。守備能力に秀でており、打撃力もそこそこ。

#### ギャラクシーシャークス
海空 大地
初登場のピッチャー。左投げ左打ち。既婚。
日本にいる（ゴールデンアップルズの）主人公の親友にして最大のライバル。
最初は主人公に何の気も無かったが、次第にライバル意識を燃やす。サメ愛好家。
ゴールデンアップルズ編とギャラクシーシャークス編で立ち位置がやや異なり、
前者では度々戦うライバル、後者では終盤に主力選手が抜けた穴埋めとして入団をすることとなる。
また、モンモンモンキーズでのプレイ時にもギャラクシーシャークスの先発ピッチャーのメンバーの中に姿を確認する事が出来、稀に先発で登板してくる事がある。
上記三つ以外のチームを選んだ場合、登場しない。
パトリック・ゲイナー
「パワメジャ2」に登場したキャッチャー。今作では先輩として登場。今回は、いい人である。片手打法。基礎能力はそこまで高くないものの、特殊能力を幾つか保持しており、数字以上のパワーヒッターである。ギャラクシーシャークス編ではゴールドマンを「ケチケチジジィ」と呼びクビにされる。のちゴールデンアップルズへ。その他のシナリオでは前述の離脱イベントがない為最後までギャラクシーシャークスに在籍する。
ワルター・ハドソン
「パワメジャ3」に登場したピッチャー。ミートはやたら高いがそれ以外はこれといった特徴がない。周りの選手の能力の高さに引けめを感じている。
前のチームで中毒を発する程ハンバーガーを食べてしまい医者に禁止されている。既婚だが、ハンバーガーのことで喧嘩して別居中。妻が好きだったハンバーガーを探すため主人公に協力を求めてくることがある。
ギル（ギルガメッシュ・スター）
「パワメジャ3」に登場したピッチャー。GMの息子で、選手能力も(投手野手共に)高く、シッチからもライバルとして認められる程である。低い姿勢からの居合切りのような独特な打法を使用する。「パワメジャ3」では主人公の肌の色に依存していたが、今回は色白で固定。かなり子供っぽく無礼なことでも平気でいう。ギャラクシーシャークス編ではパトリック離脱後にゴールドマンに理由を尋ねた際「アンタがどうしようもないケチでジジイなのは事実だ」と言い放ちクビにされる。のちパトリックと同じくゴールデンアップルズへ。その他のシナリオでは前述の離脱イベントがない為最後までギャラクシーシャークスに在籍する。
シッチ・ダヴォー
「パワメジャ3」に登場したピッチャー。160km/hのジャイロボール、豊富な球種を持ち、野手能力も信じられない高さを誇っている。歴代サクセス選手中（パワメジャ）最強。しかし、「パワメジャ3」よりは弱体化している。ゴールドマンに見捨てられ、頭が爆発しゴールデンアップルズに入る。
ランク
初登場のギャラクシーシャークスの監督。成績の悪い選手はすぐに解雇する厳しい人物。
デューク・スター
パワメジャ3に登場したギャラクシーシャークスのGM。お人よしでチームをまとめるには適しているが経営者に向かない。ギルの父親。
ゴールドマン
パワメジャ3に登場したギャラクシーシャークスのオーナー。金儲けと金が有効に回ることばかり考えている冷徹な人物。役に立たない選手や反抗的な選手をすぐに解雇する。偽の慈善団体を運営して私腹を肥やしていたが、終盤に部下が「偽の慈善団体」ではなく「その偽慈善団体に騙された被害者に対する救済基金」に金を寄付したことがショックで昏倒する。
No.3
初登場のゴールドマンの部下。「○○ド～ン」が口癖でつかみ所がない。終盤にゴールドマンの指示と違うところに金を寄付してしまう。

#### 彼女候補
ジュリア・キッドマン
レストランでバイトしている、記憶喪失を自称する女性。グァヴァストロベリーズかそれ以外かでイベント内容がかなり違う。
ブレット・ジョーンズ
フローレンスの姉の大道芸人。気の短い性格から「バレット」と呼ばれる。
フローレンス・ジョーンズ
ブレットの妹で大学生。愛称フルー。「～ですぅ」と喋り、心の中に犬を飼っているという不思議な女性。
ヘイリー・キスラー
女子大学生にしてテニス界のチャンプ。
魔子・バドラック
おはらい師の女性。劇中ではもっぱらマコと呼ばれる。ギガンテスでは有料で運勢を変えてくれる。本人は道を歩いていて看板が頭を直撃するほど不幸。

## World Baseball Classicモード
第2回ワールド・ベースボール・クラシックを再現したモード。ゲームモードは「対戦」、「WBC」、「エディット」のみ。
第2回WBCの出場国と選手が実名で収録されている。WBC出場国を使用しての対戦はここから。
版権の理由で、WBCモードの設定はWBCモードのみ反映され、パワメジャモードには反映されない（逆の場合も同様）。本作はメジャーリーグチーム以外の球場（東京ドームとヒラム・ビソーン・スタジアム）は実在球場に代わり、同球場をモチーフにした架空球場が登場する。
なお、KDE-Jは同年7月発売の『プロ野球スピリッツ6』と、10月稼動のBASEBALL HEROES 2009 覇者でも本作と同様、通常のゲームモード（日本プロ野球モード）と独立してWBCモードを搭載している。

## 参考資料
『実況パワフルメジャーリーグ2009　公式ガイド』　ISBN 9784861552533